# منتخب جزر الأنتيل الهولندية للكرة اللينة للسيدات
منتخب جزر الأنتيل الهولندية للكرة اللينة للسيدات هو ممثل جزر الأنتيل الهولندية الرسمي في المنافسات الدولية في الكرة اللينة للسيدات .